# Fondation Opale
 (février 2022).
La Fondation Opale est un centre d'art situé à Lens en Suisse, à 1 140 mètres d'altitude. Il est l'unique centre d'art en Europe consacré à l'art contemporain des Aborigènes d'Australie. Cette fondation culturelle privée, à but non lucratif, œuvre à la promotion du travail d'artistes indigènes australiens sur la base de la collection de sa présidente et fondatrice, Mme Bérengère Primat.
Ses espaces d'exposition de plus de 1 000 m2 permettent au public de découvrir un art contemporain sensible aux grandes thématiques universelles sous forme d'expositions, de programmes d'accompagnement (conférences, artist talks, concerts, performances, films, etc.), d'ateliers créatifs et de recherche.

## Histoire
La Fondation Opale a ouvert ses portes en décembre 2018. Située au bord du lac du Louché, la Fondation a repris le bâtiment de la Fondation Pierre Arnaud, conçu par l'architecte Jean-Pierre Emery et inauguré en 2013. Les 250 m2 de panneaux solaires en façade qui reflètent les eaux du lac alpin et les cimes alentour intègrent le bâtiment dans son environnement naturel.

## Collection et expositions
La collection Bérengère Primat comprend plus de 1 500 œuvres d'art datant pour la plus ancienne de 1880, la majorité étant principalement de l'art contemporain. La collection est en pleine expansion par des acquisitions régulières et sert de base pour les expositions annuelles de la Fondation Opale, complétées par des prêts de collectionneurs et d'institutions publiques.
Chaque année, la Fondation Opale présente une exposition majeure et deux à trois Special Focus. Son exposition inaugurale en décembre 2018 était la première rétrospective des photographies et des films de l'environnementaliste, photographe et activiste Yann Arthus-Bertrand. Les expositions qui lui ont fait suite présentent différentes thématiques de l'art aborigène contemporain, établissant des passerelles avec des œuvres d'art moderne et contemporain du monde entier.

### Expositions principales
- 2018-2019 : Yann Arthus-Bertrand - Legacy, une vie de photographe
- 2019-2020 : Before Time Began
- 2020-2021 : Résonances[5]
- 2021-2022 : Breath of Life - La vie n'est qu'un souffle[6]
- 06.2022-11.2022 : Présent fugitif
- 12.2022-04.2023 : Rêver dans le rêve des autres
- 06.2023-11.2023 : Interstellaire
- 12.2023-04.2024 : High five!
- 06.2024-11.2024 : Artiste Activiste Archiviste : Bernhard Lüthi invite
- 12.2024-04.2025 : Rien de trop beau pour les dieux

### Special Focus
Special Focus est un espace consacré à des expositions de courte durée.
- décembre 2018 - mars 2019 : Robert Fielding
- décembre 2018 - mars 2019 : Painting the Country
- septembre 2019 - décembre 2019 : Mystère et Modernité
- décembre 2019 - mars 2019 : Walala Tjapaltjarri – Autoportrait
- juin 2020 - septembre 2020 : Michael Cook – Broken Dreams
- juin 2020 - avril 2021 : Superstudio
- juin 2021 - octobre 2021 : Vladimir Skoda
- novembre 2021 - avril 2022 : Lena Herzog – Last Whispers: Prelude

### Expositions hors les murs
- septembre 2019 – février 2020 : Mapa Wiya (Your Map's Not Needed): Australian Aboriginal Art from the Fondation Opale, The Menil Collection, Houston
- octobre 2021 – mai 2022 : Before Time Began, Musée Art et Histoire, Bruxelles

## Publications
- (fr + en) Breath of Life – La vie n'est qu'un souffle, Milan, 5 Continents, 2021.
- (fr + en) Anangu Collective – Série Gay'wu, Milan, 5 Continents, 2021.
- (fr + en) Vladimir Skoda, Lens, Fondation Opale, 2021.
- (fr + en) Résonances, Milan, 5 Continents, 2020.
- (fr + en) Before Time Began – aux origines de l'art aborigène contemporain, Milan, 5 Continents, 2019.
- (fr + en) Robert Fielding, Lens, Fondation Opale, 2018.
- (fr) Yann Arthus-Bertrand, Legacy – une vie de photographe, Lens, Fondation Opale, 2018.
- (fr + en) Territoire du Rêve – Art aborigène contemporain, Paris, Arteos, 2017.

## Presse
- Guy Duplat, « Près de Crans-Montana, l’art aborigène en résonances avec l’art contemporain », sur La Libre.be, 2 août 2020 (consulté le 21 décembre 2021)
- « Suisse : le son sacré du Didgeridoo exposé à la Fondation Opale », sur TV 5 Monde, 29 juin 2021 (consulté le 21 décembre 2021)
- « À Lens, le souffle sacré du didgeridoo », Le Temps,‎ 17 septembre 2021 (ISSN 1423-3967, lire en ligne, consulté le 21 décembre 2021)
- Culture Valais Sion, « La vie n'est qu'un souffle », sur www.culturevalais.ch, 16 juin 2021 (consulté le 21 décembre 2021)
- « À Lens, l’art aborigène entre en résonance », Le Temps,‎ 24 juillet 2020 (ISSN 1423-3967, lire en ligne, consulté le 21 décembre 2021)
- « Chronique Sorties : Poésie aborigène et occidentale à la Fondation Opale », sur Connaissance des Arts, 10 juillet 2020 (consulté le 21 décembre 2021)